# 달서구 갑
달서구 갑은 대한민국의 국회의원 선거구이다.
대구광역시 달서구 지역 중 성서권을 관할한다. 현 지역구 국회의원은 국민의힘의 유영하이다.

## 역사
1992년 대한민국 제14대 국회의원 선거를 앞두고 달서구 선거구가 갑, 을로 분리되면서 신설되었다. 신설 당시 달서구 갑에는 두류동, 본리동, 성당동, 성서동이 들어갔고 나머지는 달서구 을이 되었다. 
달서구의 지속적인 인구 증가로 인해 2004년 대한민국 제17대 국회의원 선거를 앞두고 달서구 지역 선거구를 갑, 을, 병으로 선거구로 나누는 것으로 결정되었다. 이로 인해 신당동, 이곡동, 장기동, 죽전동을 제외한 나머지 구도심권 지역들을 달서구 병으로 넘기게 되었다.

## 관할 구역
| 대수        | 관할 구역                                                                                          |
| ----------- | -------------------------------------------------------------------------------------------------- |
| 14대 ~ 15대 | 달서구 성당1동, 성당2동, 두류1동, 두류2동, 두류3동, 성서1동, 성서2동, 성서3동, 성서4동, 본리동     |
| 16대        | 달서구 성당1동, 성당2동, 두류1동, 두류2동, 두류3동, 본리동, 감삼동, 죽전동, 장기동, 이곡동, 신당동 |
| 17대 ~ 현재 | 달서구 죽전동, 장기동, 용산1동, 용산2동, 이곡1동, 이곡2동, 신당동                                  |

## 역대 국회의원
| 선거   | 정당 | 정당         | 의원   |
| ------ | ---- | ------------ | ------ |
| 1992년 |      | 민주자유당   | 김한규 |
| 1996년 |      | 자유민주연합 | 박종근 |
| 2000년 |      | 한나라당     | 박종근 |
| 2004년 |      | 한나라당     | 박종근 |
| 2008년 |      | 친박연대     | 박종근 |
| 2012년 |      | 새누리당     | 홍지만 |
| 2016년 |      | 새누리당     | 곽대훈 |
| 2020년 |      | 미래통합당   | 홍석준 |
| 2024년 |      | 국민의힘     | 유영하 |

## 역대 선거 결과

### 대한민국 제14대 국회의원 선거
|  | 48.96% |

|  | 30.69% |

|  | 20.34% |

### 대한민국 제15대 국회의원 선거
|  | 38.84% |

|  | 31.98% |

|  | 9.58% |

|  | 6.69% |

|  | 5.99% |

|  | 3.82% |

|  | 2.44% |

|  | 0.62% |

### 대한민국 제16대 국회의원 선거
|  | 60.26% |

|  | 19.71% |

|  | 8.52% |

|  | 8.08% |

|  | 2.85% |

|  | 0.56% |

### 대한민국 제17대 국회의원 선거
|  | 59.74% |

|  | 26.91% |

|  | 7.09% |

|  | 2.72% |

|  | 2.69% |

|  | 0.82% |

### 대한민국 제18대 국회의원 선거
|  | 49.80% |

|  | 42.49% |

|  | 6.54% |

|  | 1.15% |

### 대한민국 제19대 국회의원 선거
|  | 56.75% |

|  | 21.74% |

|  | 20.13% |

|  | 1.36% |

### 대한민국 제20대 국회의원 선거
|  | 69.88% |

|  | 30.11% |

### 대한민국 제21대 국회의원 선거
|  | 57.61% |

|  | 26.88% |

|  | 12.48% |

|  | 1.36% |

|  | 0.93% |

|  | 0.71% |

### 대한민국 제22대 국회의원 선거
|  | 71.39% |

|  | 28.60% |

2024년 2월 29일, 대한민국 제22대 국회의원 선거 254개 지역구 선거구 중 하나로 획정되었으며, 선거구는 '죽전동, 장기동, 용산1동, 용산2동, 이곡1동, 이곡2동, 신당동'이다. 2024년 3월 5일 국민의힘이 유영하 후보자를 단수 공천하였고, 2024년 3월 11일, 더불어민주당이 권택흥 후보자를 단수 공천하였다.
2024년 4월 11일 선거 결과, 국민의힘의 유영하 후보자가 득표 수 60,070표, 득표율 71.39%로 당선되었다. 더불어민주당 권택흥 후보자는 24,068표를 득표, 28.60%의 득표율을 기록하였다.

## 같이 보기
- 대구광역시의 선거구
- 달서구